# Thibaudia foreroi
Thibaudia foreroi är en ljungväxtart som beskrevs av J.L. Luteyn. Thibaudia foreroi ingår i släktet Thibaudia och familjen ljungväxter. Inga underarter finns listade i Catalogue of Life.